# Il diritto di uccidere (film 1950)
Il diritto di uccidere (In a Lonely Place) è un film del 1950 diretto da Nicholas Ray. In una seconda uscita nelle sale italiane, al film venne dato il titolo di Paura senza perché.

## Trama
Dixon "Dix" Steele, reduce della seconda guerra mondiale con il grado di capitano, è uno sceneggiatore cinematografico caduto in disgrazia. Creativo e brillante, ma soggetto a frequenti scatti d'ira violenti, è alla continua ricerca di storie interessanti da adattare per lo schermo. Mentre si sta recando in auto in un locale notturno per incontrare il suo agente Mel Lippman, il temperamento esplosivo di Dix si manifesta in un alterco con un automobilista.
Giunto al night club, Mel lo persuade ad adattare un libro per un film. Mentre la guardarobiera Mildred Atkinson, assorta nella lettura del romanzo, chiede a Dix di farle finire le ultime pagine prima di andare via, Dix ha un altro violento litigio quando un giovane regista parla male del suo amico Charlie Waterman. A quel punto Dix sostiene di essere troppo stanco per leggere il libro, così chiede a Mildred di tornare a casa con lui, apparentemente per spiegargli la trama. Il loro ingresso nell'appartamento viene notato dalla giovane e affascinante inquilina Laurel Gray che abita di fronte. Mildred si rende conto che Dix non ha alcuna intenzione di sedurla e così gli descrive la storia che, come sospettato da Dix, si rivela spazzatura. La ragazza quindi lascia l'appartamento per tornare a casa.
La mattina seguente Dix viene svegliato dal suo vecchio amico Brub Nicolai. In guerra quale sergente ai suoi ordini, Brub è ora un detective della polizia e gli comunica che Mildred è stata assassinata nella notte, strangolata e gettata da un'auto in corsa, e che lui è sospettato dal suo superiore, il capitano Lochner, che lo sta aspettando per interrogarlo. Giunto alla stazione di polizia, il comportamento sprezzante, privo di carità per la giovane morta, irrita il capitano Lochner, che a conoscenza dei vari precedenti episodi di violenza di Dix, si convince sempre di più di trovarsi di fronte all'assassino. Nel corso delle indagini Laurel Gray, chiamata a testimoniare, dichiara tuttavia di aver visto Mildred uscire viva dall'appartamento di Dix e che questi è poi rimasto in casa. Tra i due nasce una travolgente storia d'amore, ma il capitano Lochner tormenta la donna mettendola al corrente dei precedenti penali del suo amante ed in guardia dal temperamento impulsivo e violento di Dix, secondo lui in grado di uccidere.
La situazione precipita quando Dix, furioso perché si rende conto di essere ancora sospettato dell'omicidio della guardarobiera, in una pazza corsa con l'auto ha un violento alterco con un altro automobilista che prende a pugni e cerca di uccidere con un sasso. La ragazza, ormai terrorizzata dal comportamento di Dix, medita di fuggire da lui prenotando il primo volo per New York, ma Dix la scopre e in una reazione d'ira incontrollata le stringe la gola. Laurel gli implora di non ucciderla e, a quel punto, Dix rinsavitosi e sconvolto per l'accaduto, si allontana rendendosi conto come ormai il rapporto con Laurel si sia definitivamente deteriorato. Squilla il telefono e Laurel, ancora tremante, ascolta dalla voce di Brub che il vero colpevole dell'assassinio di Mildred ha confessato e che Dix è quindi innocente e prosciolto da ogni accusa. Il capitano Lochner porge al telefono le sue scuse alla giovane.

## Critica
Molto apprezzato dalla critica, il film non ottenne grandi incassi all'uscita nelle sale. Prodotto dalla casa indipendente gestita dallo stesso Bogart, doveva avere come protagonista femminile Lauren Bacall, già da qualche anno moglie di Bogart, ma la Warner, temendo di perdere mercato a favore delle produzioni indipendenti, non autorizzò la cessione e si dovette ripiegare su Gloria Grahame, moglie di Nicholas Ray ma già allora in procinto di divorzio.
A partire dagli anni settanta, la critica (soprattutto francese) riscopre il film e, oltre ad esaltare le indubbie qualità di Nicholas Ray come regista, rivaluta la prova di recitazione di entrambi i protagonisti, tanto che nel 2007 il film viene scelto per essere conservato nel National Film Registry della Biblioteca del Congresso degli Stati Uniti.

## Manifesti e locandine
La realizzazione dei manifesti e delle locandine, del film, per l'Italia, fu affidata al grande pittore cartellonista Anselmo Ballester.